# Cocoparra-Nationalpark
Der Cocoparra-Nationalpark ist ein Nationalpark im Südwesten des australischen Bundesstaates New South Wales, 457 Kilometer westlich von Sydney und 25 Kilometer nordwestlich von Griffith in der Riverina. Nördlich anschließend an den Nationalpark befindet sich die Cocoparra Nature Reserve. Der Nationalpark wurde 1969 ausgewiesen und ist 8358 Hektar groß. Der Naturpark wurde 1963 errichtet und bedeckt eine Fläche von 4647 Hektar.

## Geologie und Landesnatur
Die Hügelketten der Cocoparra Range bestehen aus Sandstein aus dem jüngeren Devon, Schluffstein und Konglomeratgestein.
Im Park befinden sich höhere Hügel, wie der Bingar Mountain (455 Meter) und der Brogden Mountain (390 Meter) in einer ansonsten topfebenen Landschaft.

## Klima und Vegetation
Das Klima ist semiarid. Die Vegetation hat sich darauf eingestellt und besteht aus Akazien, Orchideen, Ironbark-Eukalyptus und blauen Schmuckzypressen.

## Freizeiteinrichtungen
Es gibt eine Reihe von Picknickplätzen und einen Campingplatz bei Woolshed Flat.